# Nabopolasar
Nabopolasar (akadski: Nabû-apal-usur) (vladao 625. – 605. pr. Kr.) je bio prvi vladar Novobabilonskog Carstva.
Bio je lokalni babilonski plemić koji je digao ustanak protiv Novoasirskog Carstva koje je bilo vladalo Babilonijom prethodna dva stoljeća. Smatra se kako je Nabopolasar 627. pr. Kr. iskoristio slabost Asirije nakon smrti njenog velikog vladara Asurbanipala.
Nabopolasar je sklopio savez s medijskim vladarom Kijaksarom i zajedničke babilonsko-medijske krenule su pokoriti Novoasirsko Carstvo. Godine 612. pr. Kr. Nabopolasaru je uspjelo u opsadi osvojiti asirsku prijestolnicu Ninivu. Nabopolasar je nastavio rat protiv ostataka Novosirskog Carstva, koji je završen padom posljednjeg uporišta Harana godine 609. pr. Kr.
U međuvremenu je Nabopolasar zaratio s Egiptom koji je nastojao iskoristiti nestanak Asirije da osvoji Siriju i Palestinu. Taj je rat započeo 610. pr. Kr., a Nabopolasar ga je vodio sve do svoje smrti. 
Nabopolasara je naslijedio sin Nabukodonosor II.

## Poveznice
- Kijaksar
- Nabukodonosor II.

## Vanjske poveznice
- Nabopolasar (Livius.org)  Arhivirana inačica izvorne stranice od 23. travnja 2015. (Wayback Machine)
- Nabopolasarove kronike - rani život (Livius.org)
- Nabopolasarove kronike - pad Ninive (Livius.org)  Arhivirana inačica izvorne stranice od 14. svibnja 2011. (Wayback Machine)
- Nabopolasarove kronike - kasni život (Livius.org)
- Nabopolasarov cilindar
- Nabopolasar (enciklopedija Britannica)